# 52. ceremonia wręczenia nagród Brytyjskiej Akademii Filmowej
52. ceremonia rozdania nagród Brytyjskiej Akademii Sztuk Filmowych i Telewizyjnych miała miejsce 11 kwietnia 1999 roku. Najwięcej statuetek (6) otrzymał film Elizabeth.

## Nominacje
Laureaci oznaczeni są wytłuszczeniem

### Najlepszy film
- David Parfitt, Donna Gigliotti, Harvey Weinstein, Edward Zwick, Marc Norman – Zakochany Szekspir
- Alison Owen, Eric Fellner, Tim Bevan – Elizabeth
- Steven Spielberg, Ian Bryce, Mark Gordon, Gary Levinsohn – Szeregowiec Ryan
- Scott Rudin, Andrew Niccol, Edward S. Feldman, Adam Schroeder – Truman Show

### Najlepszy brytyjski film – Nagroda im. Alexandra Kordy
- Alison Owen, Eric Fellner, Tim Bevan – Elizabeth
- Andy Paterson, Nicolas Kent, Anand Tucker – Hilary i Jackie
- Elizabeth Karlsen, Mark Herman – O mały głos
- Matthew Vaughn, Guy Ritchie – Porachunki
- Rebecca O’Brien, Ken Loach – Jestem Joe
- Sydney Pollack, Philippa Braithwaite, William Horberg, Peter Howitt – Przypadkowa dziewczyna

### Najlepszy film zagraniczny
- Arthur Cohn, Martine de Clermont-Tonnerre, Walter Salles – Dworzec nadziei
- Patrick Godeau, Philippe de Broca – Na ostrzu szpady
- Agustín Almodóvar, Pedro Almodóvar – Drżące ciało
- Elda Ferri, Gianluigi Braschi, Roberto Benigni – Życie jest piękne

### Najlepszy reżyser – Nagroda im. Davida Leana
- Peter Weir − Truman Show
- Shekhar Kapur − Elizabeth
- Steven Spielberg − Szeregowiec Ryan
- John Madden − Zakochany Szekspir

### Najlepszy aktor
- Roberto Benigni − Życie jest piękne
- Michael Caine − O mały głos
- Joseph Fiennes − Zakochany Szekspir
- Tom Hanks − Szeregowiec Ryan

### Najlepsza aktorka
- Cate Blanchett − Elizabeth
- Jane Horrocks − O mały głos
- Gwyneth Paltrow − Zakochany Szekspir
- Emily Watson − Hilary i Jackie

### Najlepszy aktor drugoplanowy
- Geoffrey Rush − Elizabeth
- Ed Harris − Truman Show
- Geoffrey Rush − Zakochany Szekspir
- Tom Wilkinson − Zakochany Szekspir

### Najlepsza aktorka drugoplanowa
- Judi Dench − Zakochany Szekspir
- Kathy Bates − Barwy kampanii
- Brenda Blethyn − O mały głos
- Lynn Redgrave − Bogowie i potwory

### Najlepszy scenariusz adaptowany
- Elaine May − Barwy kampanii
- Hilary Henkin, David Mamet − Fakty i akty
- Frank Cottrell Boyce − Hilary i Jackie
- Mark Herman − O mały głos

### Najlepszy scenariusz oryginalny
- Andrew Niccol − Truman Show
- Michael Hirst − Elizabeth
- Marc Norman, Tom Stoppard − Zakochany Szekspir
- Vincenzo Cerami, Roberto Benigni − Życie jest piękne

### Najlepsza muzyka – Nagroda im. Anthony’ego Asquitha
- David Hirschfelder − Elizabeth
- Barrington Pheloung − Hilary i Jackie
- Stephen Warbeck − Zakochany Szekspir
- John Williams − Szeregowiec Ryan

### Najlepsze zdjęcia
- Remi Adefarasin − Elizabeth
- Peter Biziou − Truman Show
- Richard Greatrex − Zakochany Szekspir
- Janusz Kamiński − Szeregowiec Ryan

### Najlepszy montaż
- David Gamble − Zakochany Szekspir
- Jill Bilcock − Elizabeth
- Niven Howie − Porachunki
- Michael Kahn − Szeregowiec Ryan

### Najlepsza scenografia
- Dennis Gassner − Truman Show
- Martin Childs − Zakochany Szekspir
- John Myhre − Elizabeth
- Thomas E. Sanders − Szeregowiec Ryan

### Najlepsze kostiumy
- Sandy Powell − Idol
- Alexandra Byrne − Elizabeth
- Graciela Mazón − Maska Zorro
- Sandy Powell − Zakochany Szekspir

### Najlepsza charakteryzacja i fryzury
- Jenny Shircore − Elizabeth
- Peter King − Idol
- Lois Burwell, Jeanette Freeman − Szeregowiec Ryan
- Lisa Westcott − Zakochany Szekspir

### Najlepszy dźwięk
- Gary Rydstrom, Ron Judkins, Gary Summers, Andy Nelson, Richard Hymns − Szeregowiec Ryan
- Nigel Heath, Julian Slater, David Crozier, Ray Merrin, Graham Daniel − Hilary i Jackie
- Peter Lindsay, Rodney Glenn, Ray Merrin, Graham Daniel − O mały głos
- Peter Glossop, John Downer, Robin O’Donoghue, Dominic Lester − Zakochany Szekspir

### Najlepsze efekty specjalne
- Stefen Fangmeier, Roger Guyett, Neil Corbould – Szeregowiec Ryan
- Bill Westenhofer, Neal Scanlan, Chris Godfrey, Grahame Andrew − Babe: Świnka w mieście
- Ken Bielenberg, Philippe Gluckman, John Bell, Kendal Cronkhite − Mrówka Z
- Michael J. McAlister, Brad Kuehn, Craig Barron, Peter Chesney − Truman Show

### Nagroda Carla Foremana
(dla debiutujących reżyserów, scenarzystów i producentów)
- Richard Kwietniowski − Miłość i śmierć na Long Island

## Nagroda Publiczności
- Porachunki

## Podsumowanie
Laureaci

Nagroda / Nominacja
- 6 / 12 – Elizabeth
- 3 / 7 – Truman Show
- 3 / 15 – Zakochany Szekspir
- 2 / 10 – Szeregowiec Ryan
- 1 / 2 – Barwy kampanii
- 1 / 2 – Idol
- 1 / 3 – Życie jest piękne

Przegrani
- 0 / 5 – Hilary i Jackie
- 0 / 6 – O mały głos